# Sutton-in-the-Isle
Sutton o Sutton-in-the-Isle è un villaggio e parrocchia civile dell'Inghilterra, appartenente alla contea del Cambridgeshire.